# Lixheim
Lixheim é uma comuna francesa na região administrativa de Grande Leste, no departamento de Mosela. Estende-se por uma área de 3,96 km². Em 2010 a comuna tinha 592 habitantes (densidade: 149,5 hab./km²).